# Västmanlands runinskrifter 10
Västmanlands runinskrifter 10 är en vikingatida ristad sten av blågrå granit vid Saltängsbron, Västerås kommun. Ristningen är rent ornamental och föreställer ett rundjur med en långt utdragen nacktofs. Stenen är 1,5 meter hög, 1 meter bred och 0,4 meter tjock. Ristningen är i stort sett tydlig. Till vänster finns emellertid en figur som är oskarpt och grunt ristad. Denna del av ristningen har tillkommit långt senare än den övriga ristningen. Vs 10 är en parsten till Vs 9. De båda stenarna är resta till minne av Ösel, en man som dog i England. Båda stenarna flyttades ett antal meter vid en vägomläggning 1972.

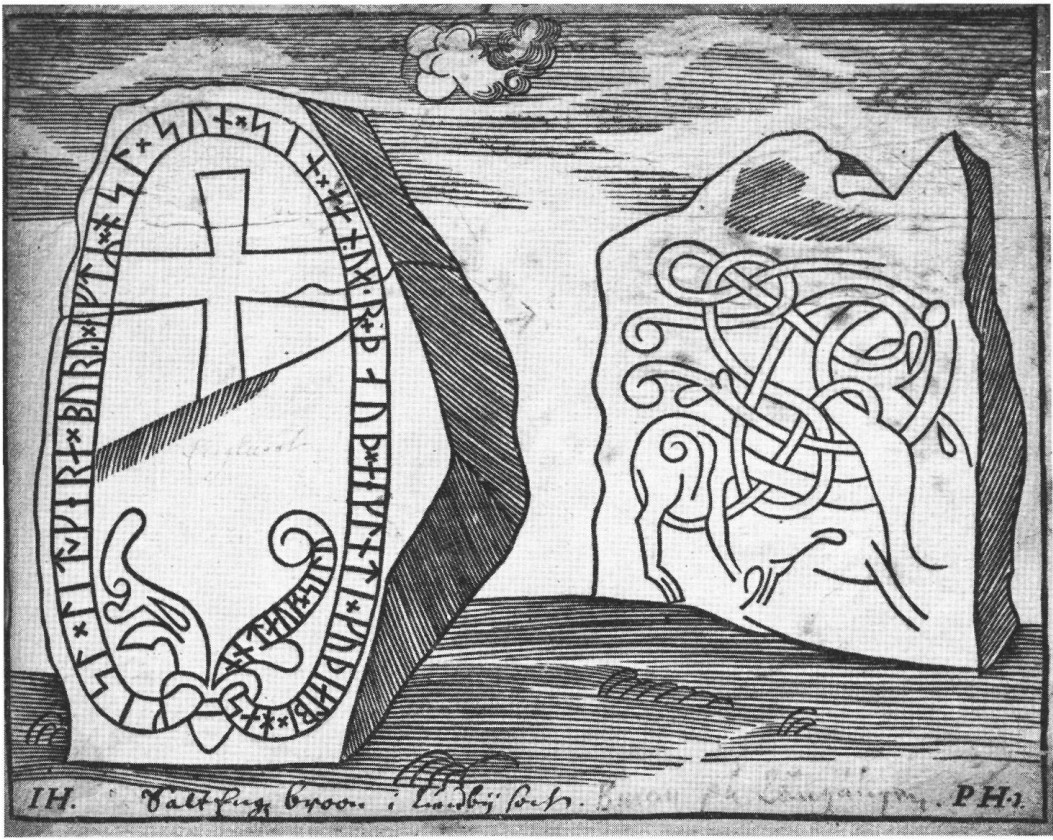
Vs 9 och Vs 10 avbildade på 1600-talet.

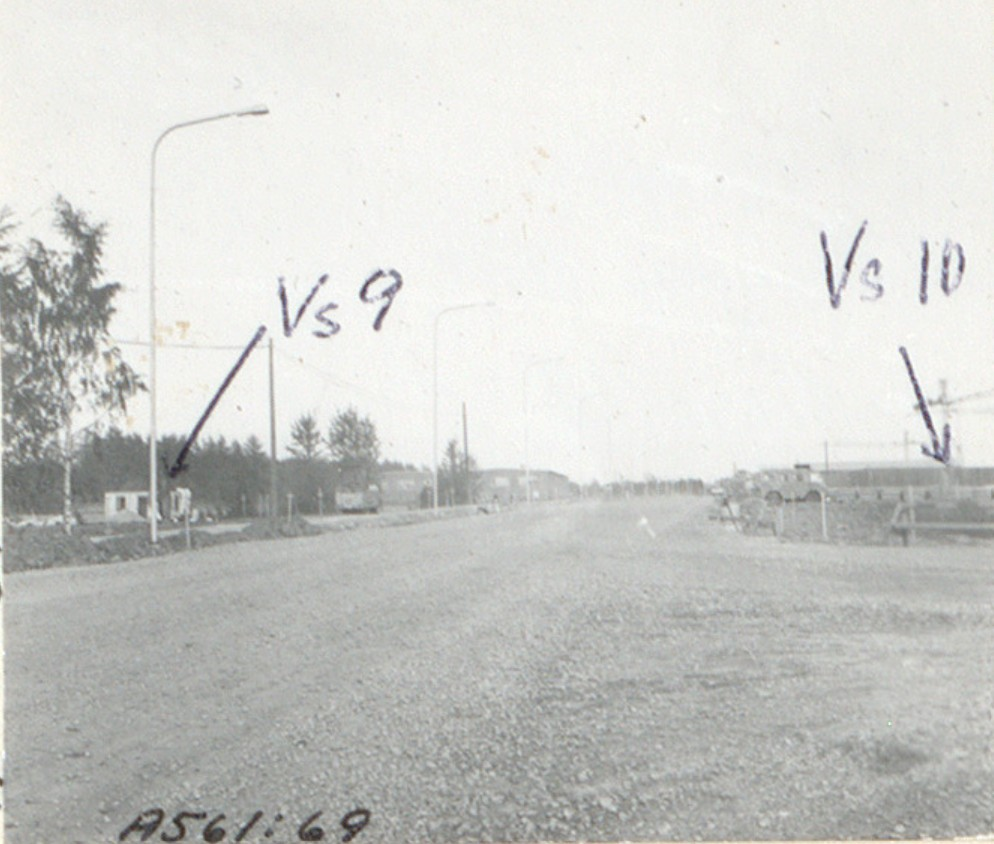
Runstenarna Vs 9 och Vs 10 efter flyttningen 1972.